# Славянское неоязычество в Беларуси
Славянское неоязычество (родноверие) имеет распространение в Беларуси (бел. родная вера, роднавер’е).

## История
Большая часть белорусов в постсоветский период обратились к христианским деноминациям, но часть населения перешла к нетрадиционным религиозным течениям либо к неязыческим верованиям.
С начала 1990-х годов в систему государственных праздников вводятся имеющие языческое происхождение Дни памяти, или Дзяды. Учреждения культуры вместе с краеведами, этнографами реконструировали, создавали и вводили сценарии народных праздников, таких как «Гуканне вясны», «Купалле», «Дажынкi». Эти и другие мероприятия оказали влияние на мировоззрение части населения страны. При этом не создавались организации для отправления культа и считалось, что древние традиции живы и их нужно лишь осознать. На научных конференциях начала 1990-х года освещались, в частности, вопросы существования на белорусских землях дохристианский период рунической письменности, пережитков язычества в культуре, реконструкции языческой обрядности белорусов на основе фольклора, сравнительного индоевропейского материала. Эти работы были осмыслены в изданиях молодых исследователей, которые организовали творческую лабораторию Центр этнокосмологии «Крыўя».
Сторонники национальной самобытности заняты поиском своеобразия белорусской традиции, тогда как последователи идеи интеграции славян ориентированы на формулирование единой системы космологии всех славян. И те, и другие стремятся реализовать свои идеи в языческих практиках, объединяя приверженцев вокруг своих представлений. С конца 1996 году в белорусскоязычном популярном журнале «Роднае слова» выпускался цикл серьёзных публикаций, посвящённых язычеству. Вступительная статья И. Ждановича обозначила ценность знания язычества для белорусов, необходимого в той же мере, как знание античной культуры и мифологии для понимания европейской цивилизации.
В Беларуси действуют родноверские группы, хотя движение в стране возникло в 1990-е годы, значительно позднее, чем на Украине и в России.

## Особенности
Неоязычество в Беларуси имеет характер преимущественно социальных и духовных поисков и часто связано с политическими движениями. Неоязыческое движение децентрализовано и представлено разнообразными группами и организациями, от объединений романтиков-интеллектуалов, популяризирующих неоязычество в СМИ, до сплочённых сильно политизированных общин и групп экстремистской направленности. Отдельные концепции носят расистский и ультранационалистический характер.
Неоязычество в Беларуси стремится обосновать свою автохтонность, апеллируя к традициям. Оно представлено «белорусским» направлением, в рамках которого делается акцент на белорусской национальной самобытности и независимости, и «русским» направлением, выступающим за славянское единство, но включающим русский национализм, обычно радикальной направленности. Неоязычники в Беларуси могут выступать антагонистами: одни рассматривают себя частью «русского пространства», а другие признают белорусов отдельным славянским народом. Родноверие популярно среди некоторых интеллектуалов пророссийских культурных фракций (например, Владимир Сацевич). Некоторые белорусы, наоборот, рассматриваются язычество как средство противостояния экспансии России и Русской православной церкви, которые они считают чуждыми. Рост популярности неоязычества порождает беспокойство представителей православной церкви.
Сторонники направления, связанного с национальной идеей, объединены в культурно-исторические клубы и группы и стремятся к созданию мировоззренческой теории, способной объединить результаты научных исследований для обоснования самобытности белорусской культуры. Они выступают против кровавых жертвоприношений и любого насилия над человеком и природой. Языческое посвящение, по их мнению, может быть получено только при условии личного контакта с исконным носителем традиции. Утверждается, что простые магические техники и представления присутствуют даже в городских белорусских семьях. Последователями этого направления нагромождения валунов в Витебской области интерпретируются в качестве древнейшей обсерватории возрастом до нескольких тысячелетий, созданной для определения времени проведения языческих праздников солярных и лунарных культов. Мистически настроенные круги считают, что Белорусское Полесье — прародина славян, где уже в древневавилонскую эпоху существовала цивилизация.
Направление неоязыческой мысли, связанное с идеей синтеза общеславянской космологии, опирается на псевдонаучные идеи российских неоязыческих авторов, в частности, Владимира Данилова и Александра Асова, а также неоязыческого автора В. Разумова. Эти авторы привлекли часть интеллигенции, преимущественно технической. Созданная система мировоззрения включает идеи психотехник и методов воздействия на личность, а также иерархической структуры, основанной на степенях посвящения, наиболее подходящей моделью для чего стали клубы «славянских боевых искусств». На базе таких военно-спортивных организаций идея изучения славянского духовного наследия славян может трансформироваться в идеи национального превосходства.
В рамках неоязычества предпринимаются попытки создать новую белорусскую идентичность на основе белорусского неоязычества и представлений о литвинах, кривичах, ятвягах и др. Сторонники альтернативных белорусских идентичностей опираются на псевдонаучную идею, что белорусы являются не славянами, а славянизированными балтами. В частности, утверждается, что существенное духовное влияние на предков белорусов оказывало общебалтское культурное и религиозное пространство, имеющее своим центром прусскую Ромуву; также заявляется, современную Беларусь связывает с древними Пруссией не только схоже культурное и этническое происхождение, но и общая языческая религия, которую возглавлял первосвященник Криве-Кривайтис. Восприятие неоязычества в качестве национальной белорусской религии опирается на идею, что ментальность белорусов сложилась в дохристианскую эпоху. По мнению политолога О. Кравцова, основной национальной религией Беларуси должна быть «Друва» — воссозданная дохристианская культурно-религиозная традиция. Предполагается, что организаторами новой идентичности выступят жрецы «крывайты». Беларусь названа страной будущего «белой расы».

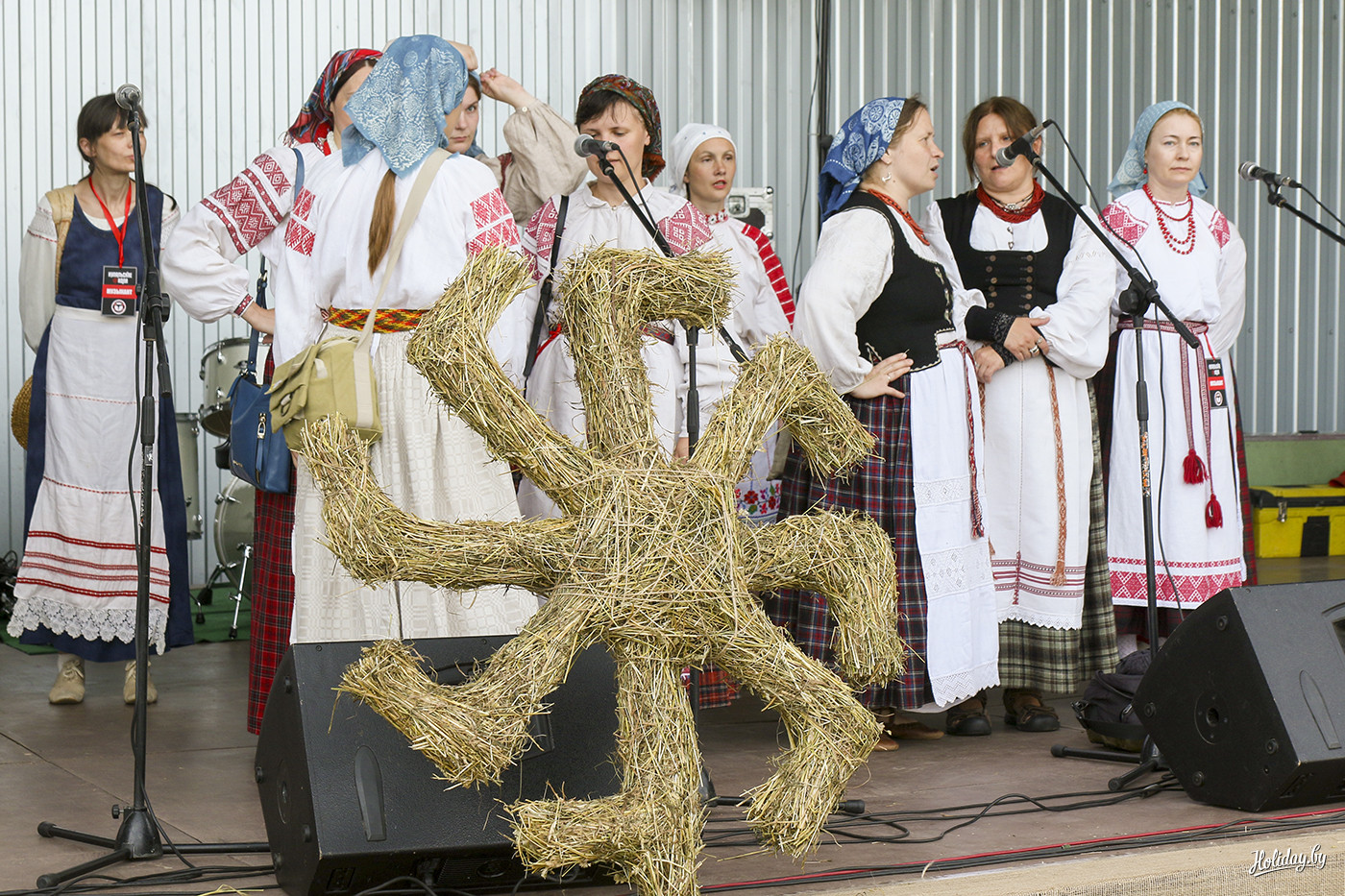
«Коловрат» на празднике Купалье в Беларуси, 2019

Религиоведы Р. В. Шиженский и О. С. Тютина отмечают, что количество почитаемых богов у адептов славянского неоязыческого движения в России и Беларуси колеблется от 15 до 29 (Велес, Перун и др.), в число которых входят и божества неславянского происхождения, например — Один.  Центральное место во многих направлениях белорусского родноверия занимает поклонение Святогору.
Белорусским неоязычниками отмечается масленица, когда пекутся на открытом воздухе блины, проходят гулянья, совершается обряд «зова весны», когда молодёжь поёт песни и сжигает соломенное языческого божества Морены, символически изгоняя зиму. Празднуется Купалье — в ночь с 6 на 7 июня в полях жгут костры, прыгают через костёр и водят хороводы вокруг горящего колеса, символизирующего солнце. В праздновании этих и других традиционных праздников принимают участие и представители христианских конфессий, которые, однако, не придают этому сакрального значения. Напротив, для белорусских неоязычников такие обряды и празднества сакрализуются. Представители неоязычества проводят и другие ритуалы, например, Волколачество, или символическое обращение в зверя, которое совершается для того, чтобы дух животного, обычно волка или медведя, проник в сердце для придания человеку силы.

## Демография
Историк и этнолог В. А. Шнирельман выделяет в мировом неоязычестве два потока — умозрительное неоязычество, распространённое среди городской интеллигенции, потерявшей всякую связь с традицией и подлинно народной культурой, и возрождение народной религии в селе, где нередко можно проследить непрерывную линию преемственности, идущую из прошлого. По его мнению «первое, безусловно, господствует у русских, украинцев, белорусов, литовцев, латышей и армян, где можно смело говорить об „изобретении традиции“».
Неоязыческие общины действуют в ряде белорусских городов, но масштабы этого движения оценить сложно, поскольку общины часто не зарегистрированы или регистрируются в качестве общественных объединений. Белорусский культуролог Зоя Шумко считает, что число неоязычников в Беларуси может достигать нескольких тысяч человек. По данным В. А. Мартиновича (2015), неоязыческие организации составляют 1,7 % от всех неокультов страны.

## Организации
Часть групп выступают в качестве светских организаций, в явной форме не связанных с религиозной практикой, а основная их активность проходит в рамках политических или общественных акций. Основная масса неоязычников действует в «полулегальном» формате, подавая свои мероприятия в качестве фестивалей «народной культуры». В ряде случаев они получают содействие муниципальных органов в проведении этих фестивалей. Также они могут предпочитать вовсе не вступать в связи с государством.
Наиболее заметными организациями неоязычников Беларуси названы ориентирующаяся на «балтскую традицию» «Radzimas» и на «славянскую» — «Наследие. Содружество родовичей», ни одна из которых на (по состоянию на 2019 год) не получила официальной регистрации. Действует Центр этнокосмологии «Крыўя» (бел. Цэнтр Этнакасмалогіі «Крыўя») Сергея Санько. Фактически отделением белорусского Центра «Крыўя» является Тверское этнокультурное объединение «Твержа» — славянское неоязыческое объединение, созданное в Твери в 2010 году и находящееся в оппозиции к движению русских родноверов, поскольку объединение ориентируется на идеи возрождения сугубо «балто-кривичских традиций».
А. В. Гурко писал, что идеи российского неоязыческого автора Владимира Данилова оказали влияние на общество единства духовных культур «Возрождение», зарегистрированное в Минюсте Беларуси как организация, ставящая целью «объединение усилий отдельных граждан, трудовых коллективов, общественных, государственных и иных организаций, направленных на взаимодействие восточных и западных, древних и современных культур…». Руководителем «Возрождения» является бывший кришнаит, представитель международного общества ведической культуры, «Славянского круга», «венед» Олег Макаев.
В качестве общественных организаций зарегистрированы Общество возрождения культуры древних славян «Славянин» и молодежный центр славянской культуры «РУС», которые основываются на неоязыческой идеологии, В. Разумовым в книге «Аулихастр. Неофитальная и звездная лоция или Путь разума» (Минск, 1995). Участники культовых действий, называемые «космические братья», утверждают, что способны прожить до 500 лет и избежать гибели в период катаклизмов, которые ожидают планету. Теоретической базой служит расовая оккультно-мистическая теория создания «богочеловека шестой корневой расы», близкая к нацистской, а методы воздействия на последователей используют изменённые формы сознания. По этим причинам эксперты Госкомитета по делам религий и национальностей признали эти две организации деструктивными.
В качестве славянского культурно-спортивного общества «Коловрат», имеющего регистрацию в официальных структурах, предположительно действует отделение РНЕ.
Попытки синтеза неоязычества и христианства предприняты в рамках преподаваемой в Белорусском государственном педагогическом университете «Традыцыйнай беларускай барацьбы», автор которой, в прошлом — тренер вьетнамских боевых искусств Геннадий Адамович, дал белорусские названия и понятия техническим действиям и магическим практикам синкретического характера, сочетающим восточную традицию с западными оккультными техниками. Адамович имеет ряд последователей, является руководителем нескольких клубов, организатором летних лагерей, проводит «ристалища». По состоянию на 2016 год Школа «Традиции здоровья славян» Адамовича входила в созданное в России неоязыческое объединение «Круг языческой традиции».
По состоянию на 2016 год на Украине действовал ряд российских славянских неоязыческих организаций, их отделений или общин, включая славяно-горицкую борьбу, петербургское объединение «Схорон еж словен», ССО СРВ, «Велесов круг».
«Славянский патриотический блок», белорусское отделение российской неоязыческой организации «Схорон еж словен» участвует в распространении среди скинхедов Беларуси идей русского национализма и стремится сделать скинхедов своими новыми сторонниками. Для этих целей в 2004 году под Минском «Славянским патриотическим блоком» был организовыван RAC-концерт. Скинхедов регулярно приглашают на проводимые данной общиной неоязыческие праздники, включая Купалу, Коляду, весенний и осенний солнцеворот.